# 地域エネルギー供給
地域エネルギー供給（ちいきエネルギーきょうきゅう）とは、エネルギーを複数の施設間で共有し、集中管理下で利用するシステム。通常、温熱や冷熱を導管で接続することで、コジェネレーションにより生産された電気・熱の両方をビル間で活用する。地域熱供給に加えて、電気等も共有し、集中管理するのが特徴。

## メリット
- 集中管理の結果、高効率な運用が可能となる
- 分散型電源の活用
- 未利用エネルギーを有効

## 関連する施策
- 京都議定書目標達成計画における「エネルギーの面的利用」
- 熱供給事業法
- 東京都地域冷暖房推進に関する指導要領